# 金子健次
金子 健次（かねこ けんじ、1948年〈昭和23年〉8月16日 - ）は、日本の政治家。元福岡県柳川市長（4期）。

## 経歴
福岡県出身。三橋町立二ツ河小学校、三橋町立三橋中学校、福岡県立山門高等学校を経て、1971年、福岡大学商学部商学科卒業。
1971年、三橋町役場に入庁。2008年、柳川市議会事務局長を最後に退職。
2009年4月12日に行われた柳川市長選挙で現職の石田宝蔵を破り初当選を果たす。
2013年4月の柳川市長選で佐々木創主を退け再選。
2017年4月の市長選挙で3選。2021年の市長選挙で4選。2025年に市長を退任した。

## 人物
自身が市長を務める柳川市の郷土力士である琴奨菊とは縁があり、2020年11月場所に琴奨菊が元大関として史上5人目となる十両陥落を喫することが決定した際には本人からの電話で現役続投の意向を確認し、金子自身も琴奨菊へ励ましの声を送った